# Джош Дан
Джошуа Вільям Дан (англ. Joshua William Dun, нар. 18 червня 1988)  — американський музикант, барабанщик гурту Twenty One Pilots.

## Молоді роки
Джошуа Дан народився 18 червня 1988 року в Колумбусі, США, має двох сестер та брата. За його словами, йому не особливо дозволяли слухати музику, проте раз на тиждень він потайки ходив до магазину музичних інструментів, де грав на електронній барабанній установці та слухав відвідувачів. Пізніше він пропрацював у цьому магазині три роки.

## Кар'єра

### House of Heroes
Дан прийшов в House of Heroes в березні 2010 року, після того, як барабанщик гурту, Колін Рігсбі, взяв творчу перерву, щоб провести більше часу з сім'єю. Його порекомендував сам Рігсбі. Дан брав участь в турі House of Heroes до жовтня, коли Рігсбі повернувся в колектив.

### Twenty One Pilots
В 2011, Дан прийшов на виступ Twenty One Pilots після прослуховування демо-CD гурту. Він був захоплений виступом. Джош зустрів фронтмена гурту, Тайлера Джозефа, після виступу, і через кілька днів вони стали проводити час разом.
Пізніше того ж року Нік Томас і Кріс Саліх покинули гурт через щільний графік, а Дан покинув роботу в Guitar Center, щоб виступити на одному концерті з Джозефом. Вони зіграли лише одну пісню, коли поліція скасувала шоу. Після того дня, Дан офіційно став барабанщиком групи Twenty One Pilots. Дует випустив другий студійний альбом, Regional at Best, 8 липня 2011, і підписали контракт з лейблом Fueled by Ramen в серпні 2012 року.
Третій альбом Twenty One Pilots вийшов 8 січня 2013. Четвертий альбом, Blurryface, вийшов 19 травня 2015.
П'ятий альбом Trench вийшов 5 жовтня 2018 року.

## Підтримка України
Джош навчався та певний час жив в Україні. 29 лютого 2024 року він одягнув бандану з українським написом «факелоносець» у кліпі «Overcompensate».